# Martin Lang
Martin Lang OFM (1710–1759) byl český františkán a misionář v Egyptě a Habeši (Etiopii). Narodil se v roce 1710. Ve své misijní činnosti v Habeši navázal, jako i další čeští františkáni, na dřívější působení svého spolubratra Jakuba Římaře, jenž Langovu cestu a činnost rovněž řídil, vesměs z Káhiry jako prefekt „egyptských“ misií. V průběhu roku 1750 Martin Lang pobýval v Egyptě, částečně v Káhiře, posléze pak v hornoegyptském městě Džirdžá (Girga), kde se připravoval na cestu do Etiopie. V Džirdže se k bratru Martinovi připojil také další český františkán Remedius Prutký a spolu následně celou misijní cestu sdíleli.
Nevraživost egyptských muslimů vůči aktivním křesťanům vedla k několika snahám o jejich likvidaci. Jednou byli Lang, Prutký a italský františkán Paolo d’Agnona (Pavel z Agnony) uvězněni a následujícího dne odsouzeni k smrti nabodnutím na kůl nebo, podle jiných zpráv, též rozsekáním na kousky. O den později však byli od konečného trestu zase osvobozeni. Do srpna 1751 pobývali Prutký Lang i Pavel z Agnony v Džirdže, očekávajíc patřičná svolení a pozvání od habešského císaře Yasu II. Adiama Sagada a následně se Lang, Prutký a nově Antonius ab Aleppo skrze Káhiru a Suez odebrali do Etiopie. Jejich učení mezi lidem, kde se mísila tradice koptské církve s islámem, mělo více obecně křesťanský charakter a hodnoty. Mezi představiteli místní církve se nicméně snažili propagovat specifika katolického učení, včetně oddanosti papeži. Na sklonku roku 1752 byli misionáři nicméně týmž císařem z Habeše z politicko-náboženských důvodů vyhoštěni, začátkem roku 1753 zemi skutečně opustili a cestou přes Indii a okolo Afriky připluli do Evropy.
Martin Lang je písařem (autorem?) v rukopise zachovaného arabsko-italského slovníku arabštiny Vocabularium verborum linguae arabicae, který si pro svou vlastní potřebu zaznamenal v Egyptě v rámci příprav na cestu dále. Samotný slovník obsahuje pouze slovesa a bratr Martin si jej postupně doplňoval. Kromě lexikální části však rukopis, podobně jako slovník, který si napsal pro svou potřebu další misionář Remedius Prutký zahrnuje také věroučné texty sloužící misionáři jako podpora při obhajobách katolického učení. V Langově „slovníku“ tak najdeme na úvodních 6 listech výtah učení ekumenického Chalkedonského koncilu podle italského liturgika Josepha Catalana (Giuseppe Catalani, 1698–1764). Právě Chalkedonský koncil totiž způsobil kvůli učení o lidské podstatě Ježíše Krista schisma mezi západní a orientální církví. Solidní znalost arabštiny byla pro misionáře zásadní a Lang se v ní dobře orientoval. Když při přípravě cesty do Etiopie v létě 1751 bratr Martin vážně onemocněl, takže jeho další účast byla ohrožena, musel superior misie Prutký dohledat náhradu v původem syrském, do české provincie začleněném františkánu Antionu ab Aleppo. Ten byl nakonec Langovi během pobytu v Habeši společníkem a snad i jazykovým rádcem s vynikající zběhlostí v arabštině, když službu překladu Písma do arabštinu si po bratru Antoniovi vyžádal po odchodu českých misionářů sám etiopský císař. Podobnou příručku arabštiny si před cestou připravil i Remedius Prutký. Z Langovy cesty a misijní činnosti se zachovalo několik dopisů odchozích (psaných otcem Martinem) i příchozích.
Martin Lang zemřel ve věku okolo 50 let dne 18. března 1759 ve Znojmě.